# Eparchia di Chanty-Mansijsk

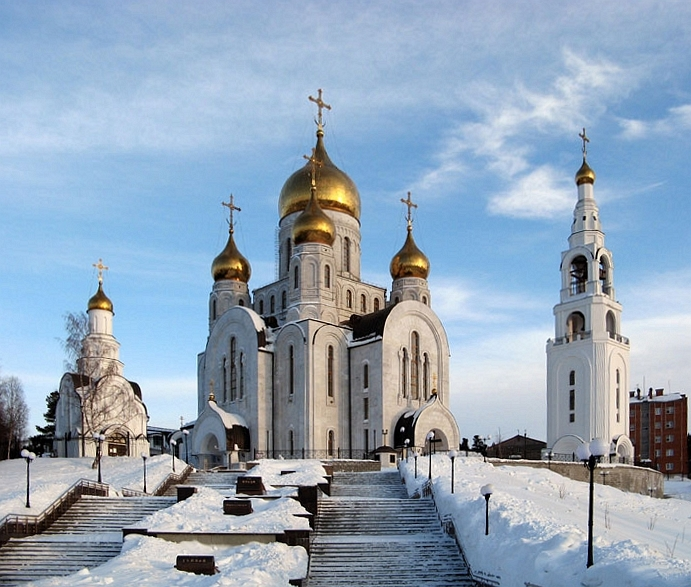
La cattedrale della Resurrezione di Cristo di Chanty-Mansijsk.

L'eparchia di Chanty-Mansijsk (in russo Ханты-Мансийская епархия?) è una diocesi della Chiesa ortodossa russa, appartenente alla metropolia di Chanty-Mansijsk.

## Territorio
L'eparchia comprende le città di Chanty-Mansijsk, Surgut, Nižnevartovsk Neftejugansk Langepas, Pokači, Megion, Vysokij, Kogalym e Pyt'-Jach e i rajon Chanty-Mansijskij, Surgutskij, Nižnevartovskij e Neftejuganskij nel circondario autonomo degli Chanty-Mansi-Jugra nel Circondario federale degli Urali.
Sede eparchiale è la città di Chanty-Mansijsk, dove si trova la cattedrale della Resurrezione di Cristo.
L'eparca ha il titolo ufficiale di «metropolita di Chanty-Mansijsk e Surgut».

## Storia
L'eparchia è stata eretta dal Santo Sinodo della Chiesa ortodossa russa il 30 maggio 2011, ricavandone il territorio dall'eparchia di Tobol'sk.
Il 25 dicembre 2014 ha ceduto una porzione di territorio a vantaggio dell'erezione dell'eparchia di Jugorsk e contestualmente è entrata a far parte della metropolia di Chanty-Mansijsk.